# Нижнекайрактинский сельский округ
Нижнекайрактинский сельский округ (каз. Төменгі Қайрақты ауылдық округі) — административная единица в составе Шетского района Карагандинской области Казахстана. Административный центр — село Нижние Кайракты.
Население — 1031 человек (2009; 1652 в 1999, 2524 в 1989).
Прежнее название села Нижние Кайракты — пгт Кайракты.
По состоянию на 1989 была Кайрактинский поселковый совет (пгт Кайракты) ликвидированного Агадырского району. 1991 В 1991 году был создан г. Верхние Кайракты, пгт Кайракты переименован в пгт. Нижние Кайракты.  До 2007 года оба населенные пункты имели статус поселков и находились в составе Тагылинского сельского округа, после чего образовали отдельный Нижнекайрактинский округ.

## Состав
В состав округа входят следующие населённые пункты:
| Населённый пункт       | Население, человек (1989) | Население, человек (1999) | Население, человек (2009) |
| ---------------------- | ------------------------- | ------------------------- | ------------------------- |
| Верхние Кайракты, село | -                         | 611                       | 244                       |
| Нижние Кайракты, село  | 2524                      | 1041                      | 787                       |